# Friuli Isonzo rosso
 (décembre 2022).
Si vous disposez d'ouvrages ou d'articles de référence ou si vous connaissez des sites web de qualité traitant du thème abordé ici, merci de compléter l'article en donnant les références utiles à sa vérifiabilité et en les liant à la section « Notes et références ».
Le Friuli Isonzo rosso est un vin rouge italien de la région Vénétie doté d'une appellation DOC depuis le 25 mars 1988. Seuls ont droit à la DOC les vins rouges récoltés à l'intérieur de l'aire de production définie par le décret. 

## Aire de production
Les vignobles autorisés se situent en province de Gorizia dans les communes de Romans d'Isonzo, Gradisca d'Isonzo, Villesse, San Pier d'Isonzo, Turriaco, Medea, Moraro, Mariano del Friuli et en partie les communes Cormons, Capriva del Friuli, San Lorenzo Isontino, Monfalcone, Mossa, Gorizia, Fogliano Redipuglia, Farra d'Isonzo, Savogna d'Isonzo, Sagrado, Ronchi dei Legionari, San Canzian d'Isonzo et Staranzano.

## Caractéristiques organoleptiques
- couleur : rouge rubis vif
- odeur:  légèrement épicé
- saveur: sec ou doux, plein, harmonique

Le Friuli Isonzo rosso  se déguste à une température de 14 à 16 °C et il se gardera 2 – 4 ans.

## Production
Province, saison, volume en hectolitres :
- Gorizia  (1990/91)  283,37
- Gorizia  (1991/92)  348,53
- Gorizia  (1992/93)  514,16
- Gorizia  (1993/94)  326,98
- Gorizia  (1994/95)  338,28
- Gorizia  (1995/96)  351,23
- Gorizia  (1996/97)  350,7